# Lijn M4 (Métro Léger de Charleroi)
Lijn M4 is een lightrail-lijn van de Métro Léger de Charleroi, in Charleroi. De lijn loopt van Soleilmont (ten noordoosten van Charleroi) naar het stadscentrum, rijdt een lus linksom rond het centrum en weer terug naar Soleilmont.

## Uitvoering
De lijn was ooit geheel gepland als lichte metrolijn, maar enkele secties zijn nu uitgevoerd als stadstramlijn, met gelijkvloerse kruisingen.
De lijn begint in station Soleilmont, waar een transferium is aangelegd, waar gelijkvloers van tram op bus kan worden overgestapt. Vanaf Soleilmont rijdt de tram over de metrobaan over viaducten, insnijdingen en in tunnels via Gilly naar station Waterloo. Vanaf hier wordt de centrale ring linksom bereden, tot ze weer terugkomt bij Waterloo en terug naar Soleilmont.

## Toegankelijkheid
Het lightrailnetwerk van Charleroi is slecht toegankelijk voor minder validen. Binnen in de Light Rail Véhicule-trams is een trede, alleen de rond 2023-2025 verbouwde stellen hebben bij één deur een rolstoelplank waardoor rolstoelgebruikers in kunnen stappen. De in het diagram getekende toegankelijkheidssymbolen hebben alleen betrekking op de instap van het perron tot de eerste trede van de tram, het geeft niet aan of het perron toegankelijk is.
De meeste van de als metrohaltes gebouwde stations (Gilly, Gazomètre, Samaritaine en de stations Waterloo, Janson, Vilette en Ouest op centrale ring) hebben een gelijkvloerse instap tot aan deze onderste trede, maar zijn op een viaduct of in een tunnel zijn gebouwd en alleen toegangkelijk per (rol)trap. Alleen Marabout, Palais en Parc zijn uitgerust met een lift.
De stations Soleilmont, Sart-Culpart en Gare Centrale hebben hoge perrons die met een hellingbaan te bereiken zijn.
De stations Tirou en Sambre hebben een instap op stoephoogte waarbij een vrij hoge instap ontstaat.

## Galerij

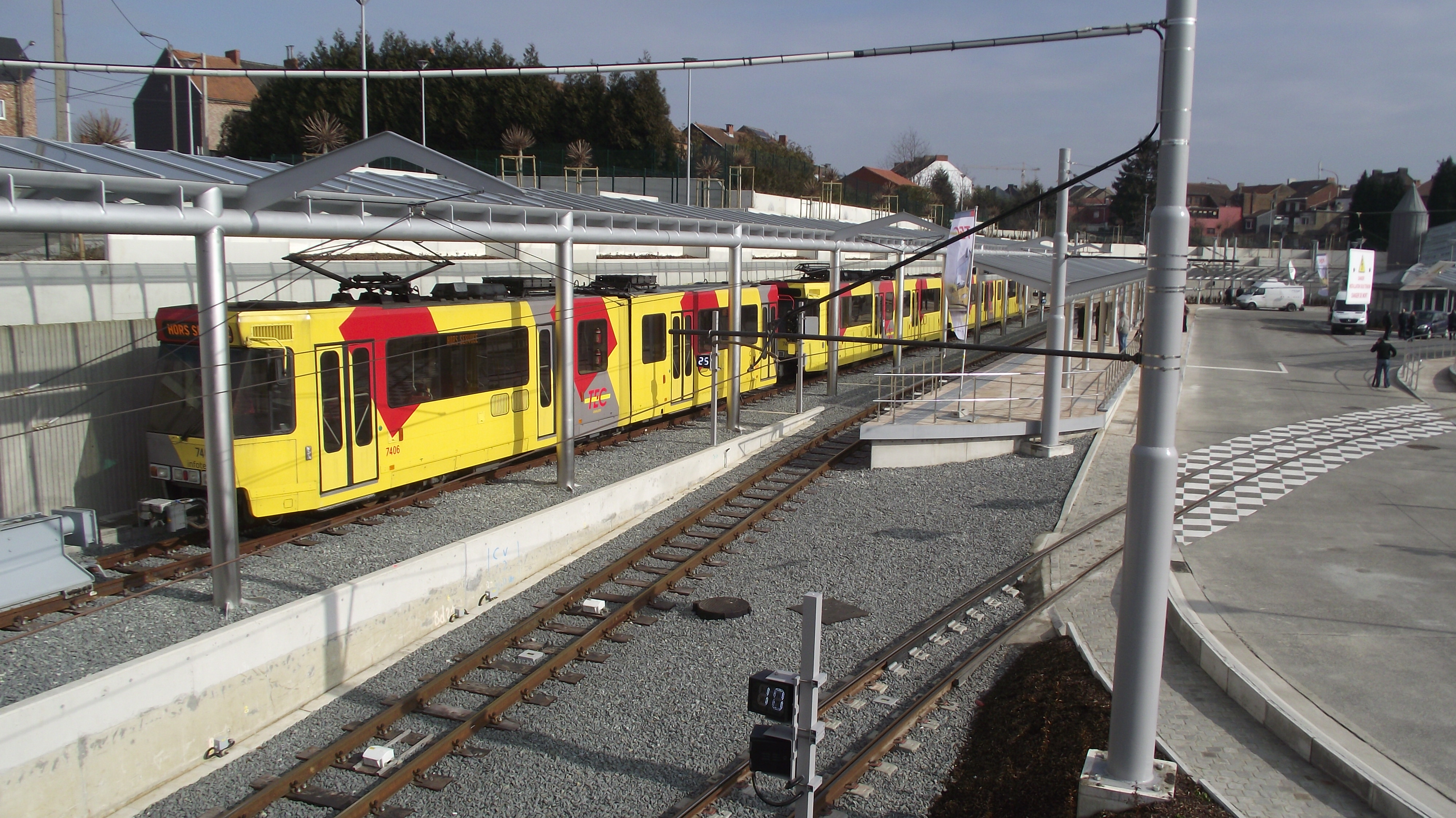
Eindhalte Soleilmont.
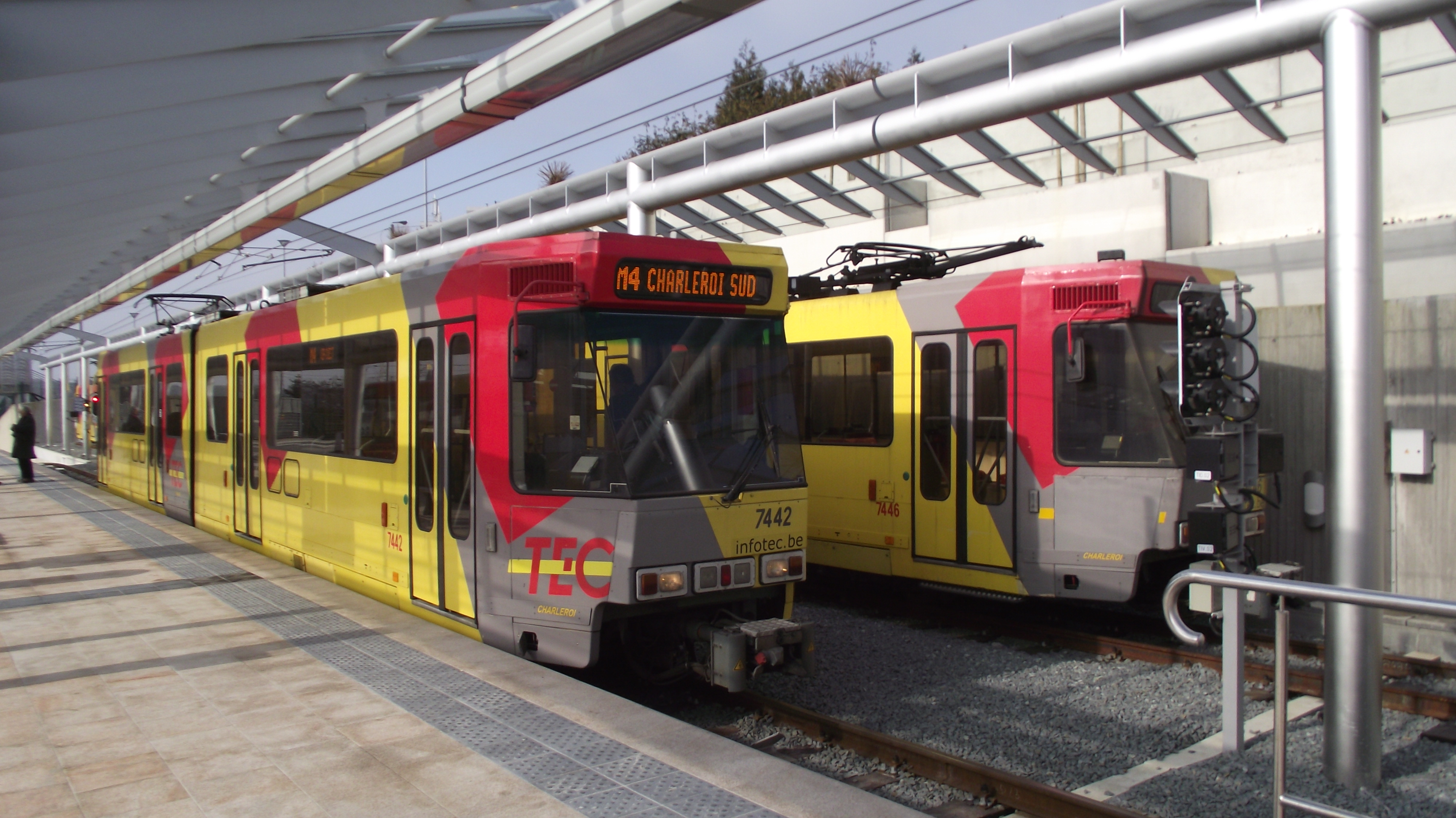
Eindhalte Soleilmont.
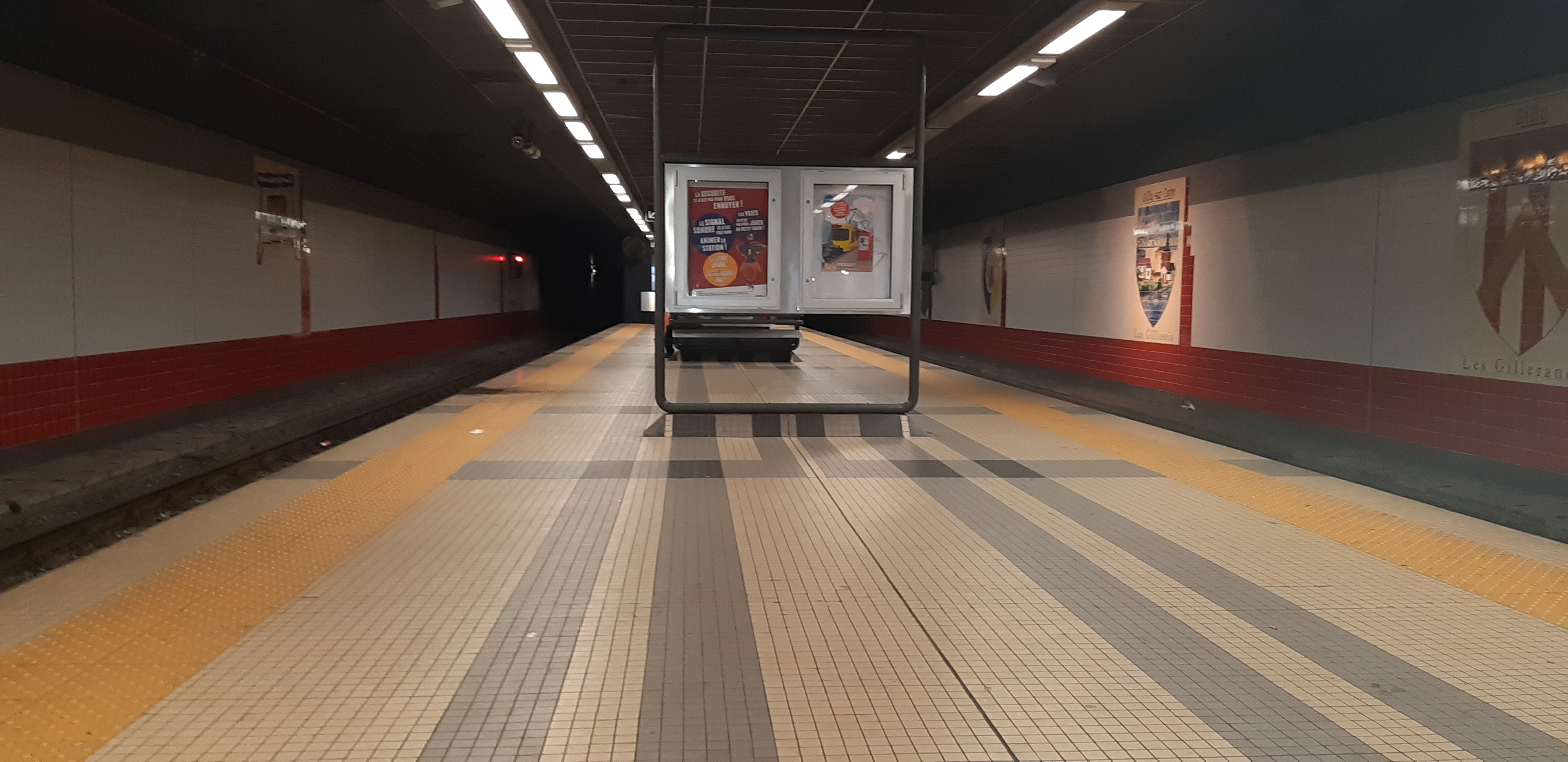
Station Gilly.